# Kachō Hashimoto
Pour les articles homonymes, voir Hashimoto.
橋本 花鳥
Œuvres principales
- Cagaster
- Arbos Anima

Kachō Hashimoto (橋本 花鳥, Hashimoto Kachō) est une mangaka née au Japon.
Elle est également connue sous les pseudonymes Aiko Nagayama (永山愛子), Yasumi Nagayama (永山靖巳) et Hashimoto Chicken (橋本チキン).

## Biographie
Kachō Hashimoto commence à vouloir être mangaka au collège, et décide de se professionnaliser dans ce milieu durant le lycée. Elle est notamment fortement marquée par la lecture du manga Ushio to tora de Kazuhiro Fujita. Après le lycée, elle suit des cours dans une école de dessin puis devient assistante de mangakas, notamment de Daisuke Higushi, auteur de Whistle!.
Le 10 janvier 2000, elle publie son premier manga, Uso demo ī kara (うそでもいーから), dans le Weekly Shōnen Sunday Tokubetsu Zōkan R, sous le pseudonyme d'Aiko Nagayama (永山愛子), utilisé pour les quatre mangas suivants publiés dans le Shōnen Sunday Super entre 2000 et 2004 (le dernier sous le nom de Yasumi Nagayama (永山靖巳)).
En 2007, sa série Suna no umi no Sutera (砂の海のステラ) est publiée dans le magazine en ligne Genzo, puis entre janvier et octobre 2008, Desert Riot (デザートライオット, Dezātoraiotto) paraît dans le magazine Monthly Comic Birz, tous deux de l'éditeur Gentōsha.
En septembre 2010, un manga biographique sur Hideki Tōjō paraît dans le no 48 du Manga Nihonshi.
Le manga Cagaster est publié sur son site internet sous le pseudonyme de Hashimoto Chicken (橋本チキン) entre février 2005 et avril 2013. La série est compilée sous la forme de neuf dōjinshi sortis entre décembre 2010 et août 2013,. En 2012, les éditions Glénat négocient avec l'auteure, qui refusait jusqu'alors les offres des éditeurs japonais, les droits de publications mondiaux à l'exclusion du Japon,. La version française est éditée dans la collection Glénat Manga en six tomes sortis entre 2014 et 2015. Le manga est finalement publié au Japon par Tokuma Shoten en sept volumes reliés sortis en 2016.
En 2015, la publication d'Arbos Anima débute dans le Monthly Comic Ryū sous le pseudonyme de Kachō Hashimoto (橋本 花鳥), dont les caractères signifient à la fois « fleur » et « oiseau ».

## Œuvres
- Uso demo ī kara (うそでもいーから?) (10 janvier 2000, Weekly Shōnen Sunday Tokubetsu Zōkan R)
- Tottemo chīsana mizushibuki (とっても小さな水しぶき?) (13 septembre 2000, Weekly Shōnen Sunday no 42)
- Dakara,ue wo muite (だから、上を向いて?) (25 avril 2001, Shōnen Sunday Super)
- Sengoku-kun no niwa sōshi (千石くんの庭草紙?) (25 février 2002, Shōnen Sunday Super)
- Fujii Shūgo monogatari zenryoku 100-pāsento hare tokidoki namida (藤井秀悟物語 全力100%晴れ時々涙?)[10] (25 mai 2002, Shōnen Sunday Super)
- Halloween Seed (ハロウィンシード?) (octobre 2003-janvier 2004, Shōnen Sunday Super)
- Suna no umi no Sutera (砂の海のステラ?) (février-mars 2007, Genzo)
- Dessert Riot (デザートライオット, Dezātoraiotto?) (janvier-octobre 2008, Monthly Comic Birz)
- Tōjō Hideki (東条英樹?)[11] (21 septembre 2010, Manga Nihonshi no 48)
- Cagaster (2005-2013)
- Arbos Anima (depuis 2015, Monthly Comic Ryū)

### Collectifs
- Chū2byō Rhapsody - Brave of Rebellion (中二病狂詩曲　- ブレイヴ オブ リベリオン, Chūnibyō kyōshikyoku - bureivu obu riberion?) (avril 2011)
- Chū2byō Rhapsody - Heart of Darkness (中二病狂詩曲 - ハートオブダークネス, Chūnibyō kyōshikyoku - hātoobudākunesu?) (juillet 2011)
- Gakushū manga sekai no denki nekusuto robāto kyapa (学習漫画 世界の伝記NEXT ロバート・キャパ?)[12], scénario de Takashi Hirumi (2012, Shūeisha)

## Documentation
- « Rencontre avec Kachou Hashimoto pour le manga Cagaster », sur manga-news.com, 15 juillet 2014
- Nicolas Demay, « Interview Manga - Kachou Hashimoto », sur planetebd.com, 1er juillet 2014